# Notiomaso
Notiomaso is een geslacht van spinnen uit de familie hangmatspinnen (Linyphiidae).

## Soorten
De volgende soorten zijn bij het geslacht ingedeeld:
- Notiomaso australis Banks, 1914
- Notiomaso barbatus (Tullgren, 1901)
- Notiomaso exonychus Miller, 2007
- Notiomaso flavus Tambs-Lyche, 1954
- Notiomaso grytvikensis (Tambs-Lyche, 1954)
- Notiomaso striatus (Usher, 1983)